# Association sportive culturelle francophone de Gagny
 (janvier 2011).
Si vous disposez d'ouvrages ou d'articles de référence ou si vous connaissez des sites web de qualité traitant du thème abordé ici, merci de compléter l'article en donnant les références utiles à sa vérifiabilité et en les liant à la section « Notes et références ».
L’Association sportive culturelle francophone (ASCF) est un club français d'athlétisme FFA (Fédération française d'athlétisme) spécialisé dans la course « hors stade ». Son siège se trouve à Gagny, dans le département Seine-Saint-Denis, en Île-de-France.

## Le club
L’ASCF a été fondée en 1987 par Léon Yves Bohain. En 1988, elle organise le premier Marathon international de la francophonie avec le soutien de la municipalité de Gagny. Cette idée vient du Québec, où un marathon francophone a été organisé pour la première fois en 1981 à Chicoutimi.
C'est une grande première en France où les années 1988, 1989 et 1990 connaissent un grand rassemblement d'athlètes francophones (18 pays), suivi d'une grande manifestation culturelle unique pour l'époque, en Seine-Saint-Denis. Mais faute de moyens financiers, cette épreuve, est abandonnée.
Depuis 2004, l'ASCF est régulièrement dans le top 5 par équipe aux Championnats de France de semi-marathon, ce qui lui a valu d’être sélectionnée pour la Coupe d’Europe des clubs champions de semi-marathon qui s’est déroulée le 26 octobre 2008 à Almerim, au Portugal.

## Philosophie
L’ASCF a une action essentiellement philosophique, philanthropique et progressive. Elle a pour but l'accomplissement de l'individu à travers l'action sportive ou culturelle. Elle participe à la connaissance du monde francophone et au développement de la langue française. Elle est empreinte de sens moral et tournée vers la pratique de la solidarité. Elle a pour principe la tolérance et le respect des autres et de soi-même.
Si l’ASCF considère le sport comme un moyen éducatif et indispensable à l'équilibre de la vie, elle honore le travail et le considère prioritaire pour la réussite sociale personnelle ou familiale. Sa chaîne d'union est multiraciale ; elle ne peut être composée que par des hommes et des femmes soucieux de vivre ensemble (peu importe la valeur sportive, le quotient intellectuel, le niveau social, la croyance ou l'idéologie). L'ASCF se refuse à toute affirmation dogmatique. Fidèle à ses statuts, elle considère que le sport est le vecteur indispensable à l'accomplissement de sa mission malgré les difficultés de la société actuelle.
La chaîne d'union de l’ASCF est la suivante : « courir, fraterniser, cultiver nos passions. »

## Palmarès
Podiums et place d’honneur par équipes aux championnats de France :
- Vice-champion de France homme de semi-marathon 2007
- 3e place aux Championnats de France homme de semi-marathon 2005
- 3e place aux Championnats de France homme de marathon 2010
- 3e place aux Championnats de France homme de marathon 2008
- 3e place aux Championnats de France homme de marathon 2004
- 3e place aux Championnats de France homme de semi-marathon 2004
- 4e place aux Championnats de France homme de semi-marathon 2009
- 4e place aux Championnats de France homme de semi-marathon 2008
- 4e place aux Championnats de France homme de 10 km 2001
- 4e place aux Championnats de France homme de semi-marathon 2006
- 6e place aux Championnats de France homme de semi-marathon 2001
- 7e place aux Championnats de France femme de semi-marathon 2005
- 7e place aux Championnats de France homme de 10 km 2005
- 8e place aux Championnats de France homme de 10 km 2010
- 8e place aux Championnats de France homme de semi-marathon 2011